# نیروهای ایالات متحده آمریکا در ژاپن
نیروهای ایالات متحده آمریکا در ژاپن (انگلیسی: United States Forces Japan) یک فرماندهی یکپارچه رزمی تابع فرماندهی اقیانوس هند-آرام ایالات متحده آمریکا است. این فرماندهی در ۱ ژوئیه ۱۹۵۷ در ایستگاه هوایی فوچو در توکیو، ژاپن، برای جایگزینی فرماندهی خاور دور فعال شد. ستاد فرماندهی نیروهای ایالات متحده آمریکا ژاپن در پایگاه هوایی یاکوتا در توکیو قرار دارد و توسط فرمانده نیروهای ایالات متحده ژاپن که فرمانده نیروی هوایی پنجم نیز هست، فرماندهی می‌شود. از آن زمان، این اولین و تنها حضور پایدار یک ارتش خارجی در خاک ژاپن در تاریخ این کشور است.
نیروهای ایالات متحده آمریکا در ژاپن بر پرسنل، دارایی‌ها و تأسیسات نظامی ایالات متحده در ژاپن، از جمله تقریباً ۵۵۰۰۰ سرباز فعال و ۱۵ پایگاه اصلی، نظارت دارد. نیروهای ایالات متحده آمریکا در ژاپن از مسئولیت‌های ایالات متحده تحت پیمان همکاری و امنیت متقابل بین ایالات متحده و ژاپن پشتیبانی می‌کند و فعالیت‌های آن تحت نظارت توافقنامه وضعیت نیروها بین ایالات متحده و ژاپن است.  این فرماندهی نقش مهمی در هماهنگی و گفتگوهای امنیتی با دولت ژاپن و نیروهای دفاع‌ازخود ژاپن ایفا می‌کند.
در ژوئیه ۲۰۲۴، وزارت دفاع ایالات متحده آمریکا اعلام کرد که نیروهای ایالات متحده آمریکا در ژاپن به یک «ستاد عملیاتی مشترک» ارتقا خواهد یافت، اقدامی که لوید آستین، وزیر دفاع ایالات متحده، آن را «مهم‌ترین تغییر در نیروهای آمریکایی ژاپن از زمان تأسیس آن» توصیف کرد.